# Hattingen (Immendingen)
Hattingen is een plaats in de Duitse gemeente Immendingen, deelstaat Baden-Württemberg, en telt 973 inwoners (2003).